# لين يوتانغ
لين يوتانغ (بالصينية: 林語堂) (1895 - 1976 م) هو مفكر وكاتب، من أهل الصين.
له مؤلفات في الأدب والمسرحية والتاريخ والفلسفة. عاش جزءا من حياته في الولايات المتحدة. سمي في عام 1954 م رئيساً لجامعة سنغافوره، وتوفي في هونغ كونغ.
له آثار باللغة الإنكليزية، لعل أشهرها كتاب «بلادي وشعبي» My Country and My People سنة 1935 م.

## روابط خارجية
- لين يوتانغ على موقع IMDb (الإنجليزية)
- لين يوتانغ على موقع الموسوعة البريطانية (الإنجليزية)
- لين يوتانغ على موقع مونزينجر (الألمانية)